# Министерство транспорта и связи Перу
Министерство транспорта и связи Перу отвечает за достижение рационального землепользования в областях, связанных с ресурсами, производством, рынком и городским развитием, посредством регулирования, продвижения, реализации и мониторинга транспортной инфраструктуры и коммуникаций. Штаб-квартира находится в Лиме, Перу. Его нынешний министр - Едмер Труйилло Мори.

## История
С 24 декабря 1897 года известно как Министерство общественных работ. Затем с приходом правительства Хуана Веласко Альварадо обрело новое имя - Министерство транспорта и коммуникаций.
11 мая 1992 года было объединено с Министерством жилищного строительства и реконструкции в правительстве Альберто Фухимори. Наконец, 10 июля 2002 года обрело своё нынешнее название.

## Миссия
Миссия Министерства заключается в разработке и осуществлении политики и стратегии по интеграции страны с использованием рациональных транспортных средств и услуг связи.

### Функции
1. Разрабатывать, стандартизировать и осуществлять политику поощрения и развития по вопросам транспорта и связи.
2. Формулировать отраслевые планы развития.
3. Надзор и контроль исполнения законов, относящихся к сфере его компетенции.
4. Обеспечить и признать права путём выдачи лицензий, разрешений, лицензий и концессий.
5. Руководство в области компетенции функционирования децентрализованных государственных органов, комитетов и проектов в рамках и между секторами или аналогичными организациями, которые оно создало.
6. Планирование, продвижение и управление предоставлением государственных услуг, в соответствии с законами страны.